# الحزب الشيوعي الإيطالي
الحزب الشيوعي الإيطالي (بالإيطالية: Partito Comunista Italiano)‏ حزب سياسي إيطالي منحل، كان في فترة الحرب الباردة أبرز الأحزاب الشيوعية في العالم خارج بلدان الكتلة الاشتراكية، وثاني قوة سياسية في إيطاليا.
تأسس الحزب الشيوعي الإيطالي يوم 21 يناير 1921 في ليفورنو بالانفصال عن الحزب الاشتراكي الإيطالي. قاد الانقسام أماديو بورديجا وأنطونيو غرامشي.
حُظر الحزب رسمياً في العهد الفاشي للدكتاتور موسوليني
اكتسب الحزب شعبية منقطعة النظير بعد الحرب العالمية الثانية نتيجة مشاركته بحركة المقاومة الإيطالية، وحقق نجاحات انتخابية باهرة يقارب معدلها ثلث الأصوات.
انتهج الحزب سياسة أكثر استقلالية تجاه موسكو والاتحاد السوفيتي بعد احتلال تشيكوسلوفاكيا وقمع ربيع براغ عام 1968.
بلور الحزب هذه التحولات في موقفه من موسكو في اجتماع تم عام 1977 بينه وبين الحزب الشيوعي الفرنسي والحزب الشيوعي الإسباني حين دشن «الشيوعية الأوروبية», وهي تيار فكري انتشر بين الأحزاب الشيوعية الأوروبية في السبعينات والثمانينات، كان يدعو إلى التعاون مع فئات سياسية أخرى كالليبراليين والمسيحيين الديمقراطيين من خلال المؤسسات الديمقراطية الموجودة لغرض الانتقال الاشتراكي، الذي «يجب أن يتم في ظل الحرية والسلام والنظام التعددي» وفقاً لأمين عام الحزب.
حل الحزب نفسه عام 1991 بعد سقوط الاتحاد السوفيتي، وورثه حزب اليسار الديمقراطي الإيطالي وحزب إعادة التأسيس الشيوعي.

## معرض صور